# Dschabal an-Nabi Schuʿaib
Der Dschabal an-Nabi Schuʿaib (arabisch جبل النبي شعيب, DMG Ǧabal an-Nabī Šuʿaib ‚Berg des Propheten Schuʿaib‘) ist ein Berg im Jemen. Der im Gouvernement Sanaa gelegene Berg ist mit einer Höhe von 3665 Metern nicht nur der höchste des Landes, sondern auch die höchste Erhebung auf der Arabischen Halbinsel. Der Berg steht in einem Naturschutzgebiet.